# Cary Plantation
Cary Plantation ist ein gemeindefreies Gebiet im Aroostook County des Bundesstaates Maine in den Vereinigten Staaten. Im Jahr 2010 lebten dort 218 Einwohner in 140 Haushalten auf einer Fläche von 48,6 km². 2019 wurde die vormalige Plantation in gemeindefreies Gebiet umgewandelt.

## Geographie
Nach dem United States Census Bureau hat Cary Plantation eine Gesamtfläche von 48,6 km², die ausschließlich Landfläche ist.

### Geographische Lage
Cary Plantation  befindet sich im Südosten des Aroostook Countys, direkt an der kanadischen Grenze. Die Oberfläche des Gebietes ist eben, es gibt keine nennenswerten Erhebungen. Einige kleine Bäche entwässern das Gebiet in nördlicher Richtung. Es gibt nur kleinere Seen auf dem Gebiet von Cary.

### Nachbargemeinden
Alle Entfernungen sind als Luftlinien zwischen den offiziellen Koordinaten der Orte aus der Volkszählung 2010 angegeben.
- Norden: Hodgdon, 3,5 km
- Osten: Richmond Parish, Carleton County, Kanada, 21,5 km
- Süden: Amity, 2,8 km
- Westen: Unorganized Territory von South Aroostook, 39,5 km
- Nordwesten: Linneus, 14,2 km

### Stadtgliederung
In Cary Plantation gibt es mehrere Siedlungsgebiete: Cary, Mansur's Mills (ehemaliger Standort eines Postamtes) und Wilcox Settlement.

### Klima
Die mittlere Durchschnittstemperatur in Cary Plantation liegt zwischen −11,7 °C (11° Fahrenheit) im Januar und 18,3 °C (65° Fahrenheit) im Juli. Damit ist der Ort gegenüber dem langjährigen Mittel der USA um etwa 10 Grad kühler. Die Schneefälle zwischen Oktober und Mai liegen mit über fünfeinhalb Metern knapp doppelt so hoch wie die mittlere Schneehöhe in den USA, die tägliche Sonnenscheindauer liegt am unteren Rand des Wertespektrums der USA.

## Geschichte
Gegründet als Plantation No. 11 R1 wurde die Cary Plantation am 30. Juni 1859. Im Jahr 1883 wurde der Name in Cary Plantation geändert. Der Status der Plantation wurde dann im März 1895 bestätigt. Cary Plantation ist nach Shepard Cary, einem damals bekannten Holzfäller und Kongressmitglied benannt.
Ab 2015 strebte Cary eine Aufhebung der Eigenständigkeit an. Die Plantation beabsichtigte, zum Unorganized Territory von South Aroostook zu gehören. Hintergrund waren die für diese kleine Ortschaft hohen Steuern und Gebühren, die dann nicht mehr anfallen würden. 2016 wurde der Antrag abgelehnt. Im Oktober 2017 fand erneut eine Abstimmung statt, ob 2018 wiederum ein Antrag an die Legislative von Maine gestellt werden sollte. Die Abstimmung verlief zugunsten einer Antragsstellung. Im Jahr 2019 wurde der Ort schließlich in gemeindefreies Gebiet umgewandelt.

### Einwohnerentwicklung
| Volkszählungsergebnisse – Plantation of Cary, Maine | Volkszählungsergebnisse – Plantation of Cary, Maine | Volkszählungsergebnisse – Plantation of Cary, Maine | Volkszählungsergebnisse – Plantation of Cary, Maine | Volkszählungsergebnisse – Plantation of Cary, Maine | Volkszählungsergebnisse – Plantation of Cary, Maine | Volkszählungsergebnisse – Plantation of Cary, Maine | Volkszählungsergebnisse – Plantation of Cary, Maine | Volkszählungsergebnisse – Plantation of Cary, Maine | Volkszählungsergebnisse – Plantation of Cary, Maine | Volkszählungsergebnisse – Plantation of Cary, Maine |
| Jahr                                                | 1800                                                | 1810                                                | 1820                                                | 1830                                                | 1840                                                | 1850                                                | 1860                                                | 1870                                                | 1880                                                | 1890                                                |
| --------------------------------------------------- | --------------------------------------------------- | --------------------------------------------------- | --------------------------------------------------- | --------------------------------------------------- | --------------------------------------------------- | --------------------------------------------------- | --------------------------------------------------- | --------------------------------------------------- | --------------------------------------------------- | --------------------------------------------------- |
| Einwohner                                           |                                                     |                                                     |                                                     |                                                     |                                                     |                                                     |                                                     |                                                     |                                                     | 390                                                 |
| Jahr                                                | 1900                                                | 1910                                                | 1920                                                | 1930                                                | 1940                                                | 1950                                                | 1960                                                | 1970                                                | 1980                                                | 1990                                                |
| Einwohner                                           | 400                                                 | 340                                                 | 327                                                 | 241                                                 | 287                                                 | 278                                                 | 208                                                 | 184                                                 | 229                                                 | 235                                                 |
| Jahr                                                | 2000                                                | 2010                                                | 2020                                                | 2030                                                | 2040                                                | 2050                                                | 2060                                                | 2070                                                | 2080                                                | 2090                                                |
| Einwohner                                           | 217                                                 | 218                                                 |                                                     |                                                     |                                                     |                                                     |                                                     |                                                     |                                                     |                                                     |

## Wirtschaft und Infrastruktur

### Verkehr
Durch Cary Plantation führt der U.S. Highway 1, der sich nach Norden in Richtung Fort Fairfield und Presque Isle und nach Süden in Richtung Houlton fortsetzt. Blaine selbst hatte keinen Eisenbahnanschluss, aber in der Nachbarstadt Mars Hill befand sich ein Personenbahnhof. Die hier vorbeiführende Bahnstrecke Brownville–Saint-Leonard ist jedoch stillgelegt. Der nächstgelegene Flughafen mit Linienflugangebot befindet sich in Presque Isle.

### Öffentliche Einrichtungen
Cary Plantation besitzt keine eigene Bücherei. Die nächstgelegene ist die Cary Library in Houlton.
Es gibt kein Krankenhaus oder Medizinische Einrichtung in Cary Plantation. Das nächstgelegene Krankenhaus für Cary Plantation und die Region befindet sich in Houlton.

### Bildung
Cary Plantation gehört mit Amity, Haynesville, Hodgdon, Linneus, Ludlow und der New Limerick zum Maine School Administrative District #70.
Im Schulbezirk werden den Schulkindern mehrere Schulen angeboten:
- Mill Pond School in Hodgdon
- Hodgdon Middle / High School in Hodgdon